# Sean Lampley
Sean James Lampley (ur. 3 września 1979 w Harvey) – amerykański koszykarz, grający na pozycji niskiego skrzydłowego.
W 2006 reprezentował Sacramento Kings podczas rozgrywek letniej ligi NBA.

## Osiągnięcia
Na podstawie, o ile nie zaznaczono inaczej.
NCAA
- Uczestnik turnieju NCAA (2001)
- Mistrz turnieju National Invitational Tournament (NIT – 1999)
- Koszykarz roku konferencji Pac-10 (2001)[3]
- MVP turnieju NIT (1999)[4]
- Zaliczony do:
  - I składu:
    - Pac-10 (2000, 2001)
    - najlepszych pierwszorocznych zawodników Pac-10 (1998)

  - składu honorable mention All-America (2001 przez Associated Press)
- Lider Pac-10 w:
  - średniej punktów (19,5 – 2001)
  - liczbie:
    - celnych rzutów:
      - za 2 punkty (211 – 2000)
      - wolnych (180 – 2001)

    - oddanych rzutów wolnych (244 – 2001)

Drużynowe
- Mistrz Australii (2008)[5]

Indywidualne
- Zaliczony do I składu debiutantów CBA (2002)